# Ozero Drogitjin
Ozero Drogitjin (ryska: Озеро Дрогичин) är en sjö i Belarus.   Den ligger i voblasten Mahiljoŭs voblast, i den centrala delen av landet, 150 km sydost om huvudstaden Minsk. Ozero Drogitjin ligger 144 meter över havet.
I omgivningarna runt Ozero Drogitjin växer i huvudsak blandskog. Runt Ozero Drogitjin är det ganska tätbefolkat, med 144 invånare per kvadratkilometer.